# Кертленд-Гіллс (Огайо)
Кертленд-Гіллс (англ. Kirtland Hills) — селище (англ. village) в США, в окрузі Лейк штату Огайо. Населення — 692 особи (2020).

## Географія
Кертленд-Гіллс розташований за координатами 41°38′17″ пн. ш. 81°19′35″ зх. д. / 41.63806° пн. ш. 81.32639° зх. д. (41.637966, -81.326333).  За даними Бюро перепису населення США в 2010 році селище мало площу 14,61 км², з яких 14,42 км² — суходіл та 0,20 км² — водойми.

## Демографія
Згідно з переписом 2010 року, у селищі мешкало 646 осіб у 245 домогосподарствах у складі 200 родин. Густота населення становила 44 особи/км².  Було 272 помешкання (19/км²).
Расовий склад населення:
| - 96,7 % — білих - 1,7 % — азіатів |

До двох чи більше рас належало 1,5 %. Частка іспаномовних становила 2,8 % від усіх жителів.
За віковим діапазоном населення розподілялося таким чином: 22,4 % — особи молодші 18 років, 58,4 % — особи у віці 18—64 років, 19,2 % — особи у віці 65 років та старші. Медіана віку мешканця становила 48,0 року. На 100 осіб жіночої статі у селищі припадало 94,6 чоловіків;  на 100 жінок у віці від 18 років та старших — 95,7 чоловіків також старших 18 років.
Середній дохід на одне домашнє господарство  становив 185 691 долар США (медіана — 133 125), а середній дохід на одну сім'ю — 202 071 долар (медіана — 145 357). Медіана доходів становила 118 750 доларів для чоловіків та 47 708 доларів для жінок. За межею бідності перебувало 1,3 % осіб, у тому числі 0,0 % дітей у віці до 18 років та 2,7 % осіб у віці 65 років та старших.
Цивільне працевлаштоване населення становило 324 особи. Основні галузі зайнятості: виробництво — 21,6 %, освіта, охорона здоров'я та соціальна допомога — 21,6 %, науковці, спеціалісти, менеджери — 14,5 %, фінанси, страхування та нерухомість — 13,3 %.